# 22740 Rayleigh
22740 Rayleigh è un asteroide della fascia principale. Scoperto nel 1998, presenta un'orbita caratterizzata da un semiasse maggiore pari a 3,2492224 UA e da un'eccentricità di 0,2124538, inclinata di 3,11394° rispetto all'eclittica.